# Бессарабка (Киев)

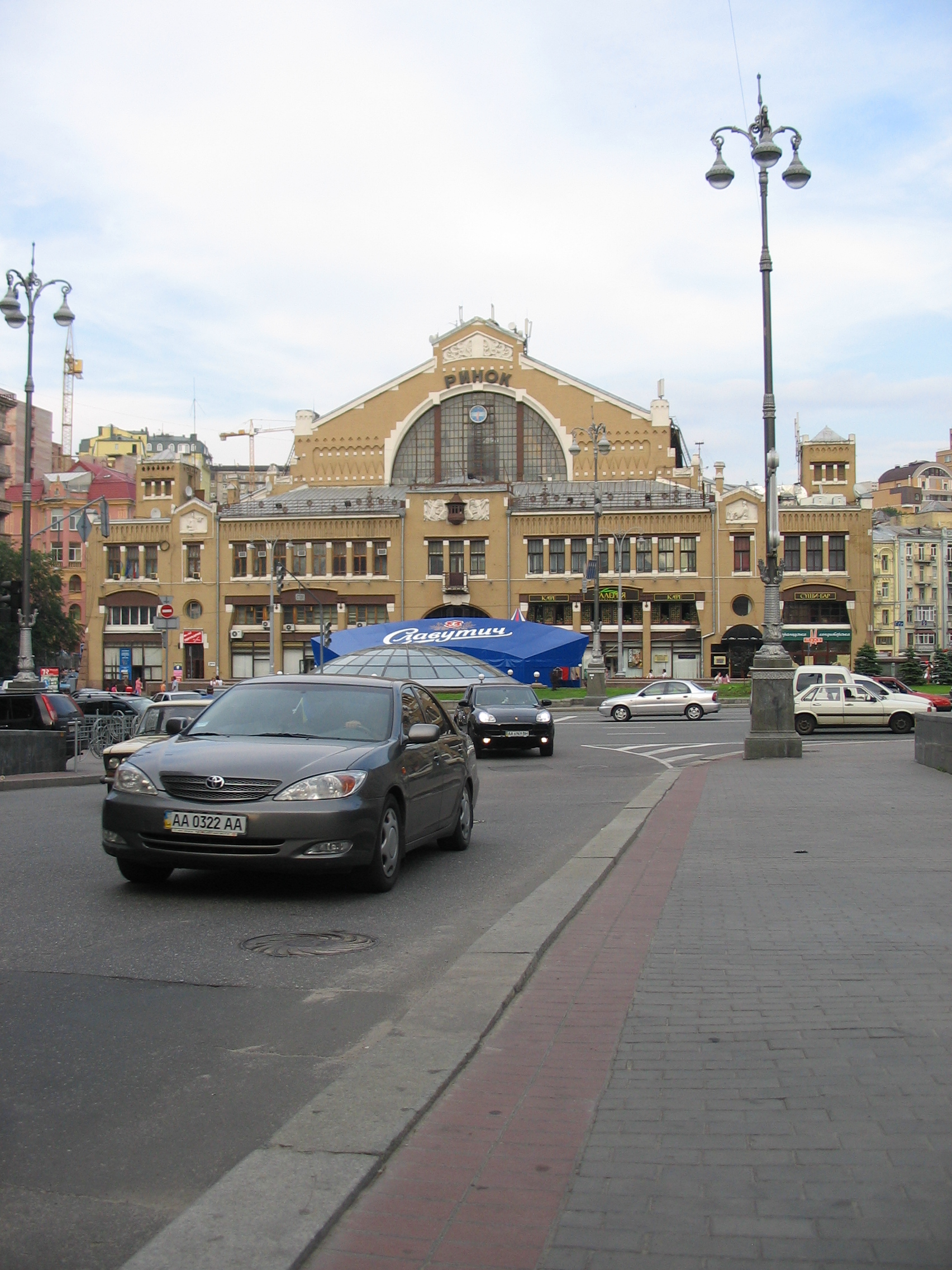
Бессарабский рынок

Бессара́бка (укр. Бессарабка) — историческая местность в Шевченковском районе города Киева. На Бессарабке расположена Бессарабская площадь. Известна с конца XVIII столетия, когда там был открыт мощный водный источник, построен бассейн, а со временем возник базар. В конце XVIII — начале XIX вв. на Бессарабке располагалась также конная почтовая станция. Название — от большого количества бродячих людей, которые селились тут в трущобах поблизости от Крутого спуска. Эти люди получили у киевлян прозвище «бессарабы» («басарабы»). По другой версии название происходит от переселенцев из Бессарабии (Молдавии) и юга Малороссии, которые торговали тут. В 1910 — 1912 на Бессарабке построен Бессарабский рынок с торговой площадью 896 кв.м. (архитектор Генрих Гай). Этот рынок находится на одном из концов центральной улицы Крещатик. В настоящее время Бессарабский рынок считается одним из самых дорогих рынков Киева.
- Ближайшие станции метро: «Дворец Спорта», «Площадь Украинских Героев», «Театральная», «Крещатик».

## В искусстве
М. Шуфутинский, в песне «Крещатик» (также: «Ладанка»):
Где-ж ты, Бессарабка, где ты, молодость моя...